# Eigener Wirkungskreis
Der eigene Wirkungskreis bezeichnet – im Gegensatz zum übertragenen Wirkungskreis – den ureigenen Aufgabenbereich, den eine Selbstverwaltungskörperschaft, beispielsweise Gemeinde, Landkreis oder Universität,  durch eigene Rechtsetzung (in der Regel Satzung) selbst regelt.
Im Kommunalrecht spricht man vom eigenen und übertragener Wirkungskreis vorwiegend in den Ländern mit dualistischer Aufgabenstruktur (z. B. Bayern, Mecklenburg-Vorpommern, Niedersachsen, Thüringen). In den Ländern mit Aufgabenmonismus unterscheidet man hingegen nicht nach Wirkungskreisen, sondern nur nach unterschiedlichen Aufgabenarten.

## Eigener Wirkungskreis am Beispiel einer Gemeinde
Die kommunale Selbstverwaltung hat in der Bundesrepublik Deutschland Verfassungsrang in Art. 28 Abs. 2 Satz 1 Grundgesetz.
Zum eigenen Wirkungskreis einer Gemeinde zählt das Recht der selbstständigen inneren Organisation, der Finanz- und Personalhoheit sowie das Recht, alle Aufgaben der örtlichen Gemeinschaft eigenverantwortlich wahrnehmen zu dürfen. Diese Aufgaben sind in den Kommunalverfassungen der Bundesländer festgelegt. Prominentes Beispiel sind die Bebauungspläne oder die Hebesätze für Gemeindesteuern, wie Grundsteuer oder Gewerbesteuer. Die Gemeinde übt ihr Selbstverwaltungsrecht durch Beschlüsse des Gemeinderats aus.
Die Abgrenzung zum übertragenen Wirkungskreis ist im Einzelfall schwierig. Zum übertragenen Wirkungskreis gehört z. B. eindeutig das Pass- und Meldewesen. Hier hat die Gemeinde keine eigene Rechtsetzungsmöglichkeit, sondern führt lediglich mit ihrem Einwohnermeldeamt die Bundes- und Landesgesetze aus. Oft bestehen Landesgesetze zur Ausführung eines Bundesgesetzes, z. B. AGVwGO zur Ausführung der VwGO.

## Rechtskontrolle
Innerhalb des eigenen Wirkungskreises untersteht die Körperschaft nur der staatlichen Rechtsaufsicht, im Falle einer Gemeinde der Kommunalaufsicht.